# Pierre Charles Silvestre de Villeneuve
Pierre Charles Silvestre de Villeneuve (31. prosince 1763 – 22. dubna 1806) byl francouzský voják, viceadmirál francouzského loďstva během napoleonských válek.

## Kariéra

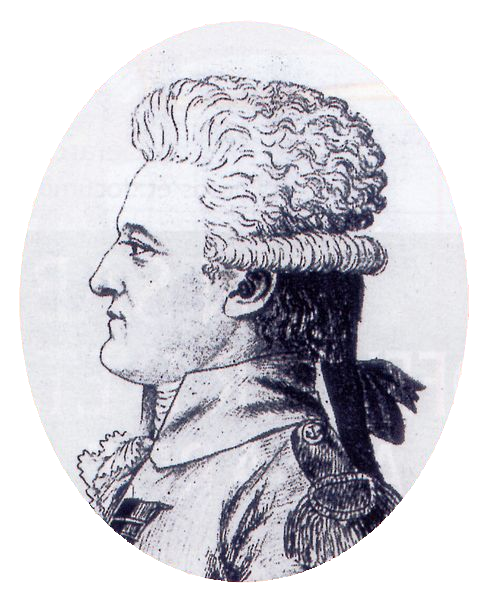
Francouzský admirál Pierre Villeneuve

Pierre Villeneuve se narodil v roce 1763 v Provence do aristokratické rodiny a v roce 1778 vstoupil do námořnictva. Ocitl se uprostřed neklidných časů Francouzské revoluce a rozhodl se zakrýt svůj aristokratický původ (odstranil šlechtický přídomek "de" ze svého jména). To ho pravděpodobně ušetřilo čistek, které vyhnaly většinu aristokratických důstojníků, a zaručilo mu kariérní postup. Villeneuve vždy projevoval sympatie k revolučnímu hnutí, což mu způsobilo četné nepřátelství mezi aristokratickými důstojníky francouzského námořnictva (po jejich návratu a začlenění mezi námořní důstojníky). Zúčastnil se mnoha bitev a v roce 1793 byl povýšen na kapitána námořnictva a v roce 1796 na kontradmirála. Velel lodi Guillaume Tell v bitvě na Nilu, ze které se mu podařilo uniknout bez boje. Podezření ze zbabělosti mělo značný vliv na jeho kariéru, ale o několik let později ho Napoleon jmenoval guvernérem Martiniku a v roce 1804 ho povýšil na viceadmirála a svěřil mu velení francouzské středomořské eskadry se základnou v Toulonu. Tam dostal rozkaz připojit se k eskadře Federica Graviny v Cádizu, aby vytvořil spojeneckou flotilu určenou k odblokování francouzských přístavů Brest a Rochefort, které Angličané uzavřeli.
Villeneuve je často zobrazován jako člověk s utrápenou osobností, což není překvapivé vzhledem k tomu, že selhal v mnoha misích, které mu Napoleon přidělil, nebo že se vzdal svého rodinného jména, aby přežil revoluci, a to z něj udělalo kolísavého a posedlého muže. Villeneuvova nerozhodnost a vyhýbavý postoj v bitvě u mysu Finisterre, kde také velel francouzsko-španělské flotile, před Trafalgarem vytvořily atmosféru nedůvěry a nepřátelství mezi důstojníky obou zemí, což narušilo operační funkčnost spojené flotily u Trafalgaru.

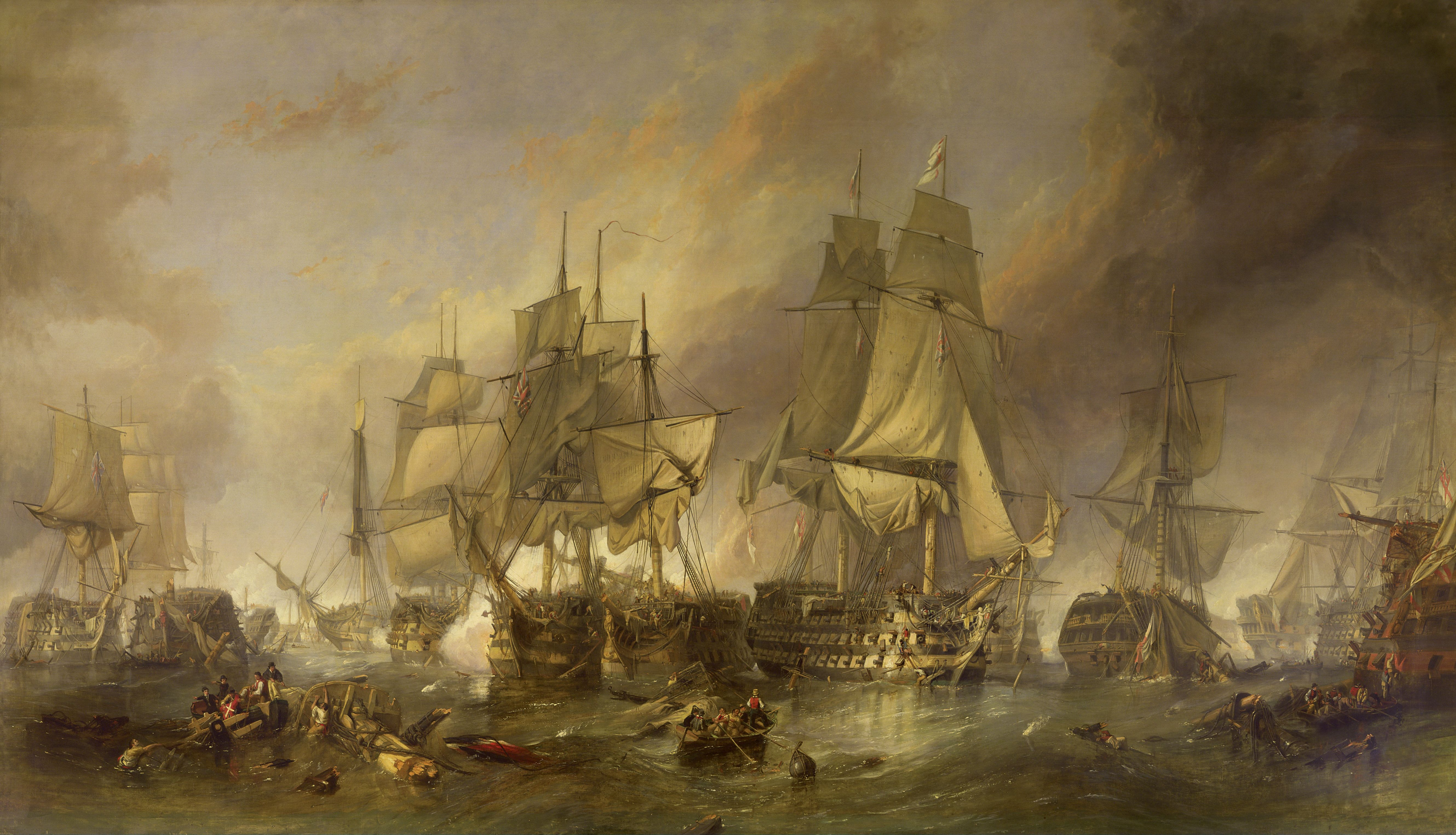
Bitva u Trafalgaru - obraz od Williama Clarksona Stanfielda

## Bitva u Trafalgaru
Napoleon pověřil admirála Villeneuvea podporou francouzského útoku na Rakousko tím, že jej jeho lodě podpoří ve Středozemním moři. Villeneuve velel spojené francouzsko-španělské flotile v Cádizu. Před vplutím Gibraltarskou úžinou do Středozemního moře se mu do cesty postavila britská flotila pod velením admirála Horatia Nelsona, jehož flotila byla v početní nevýhodě. K bitvě došlu u mysu Trafalgar, nedaleko Cádizu. Vítězství Nelsonovi ale zajistila neočekávaná taktika. Proti souvislé linii čekajících francouzských a španělských lodí vyrazil s loďmi ve dvou řadách za sebou kolmo (tvar písmene T). Takto rozdělil formaci nepřátel na 3 oddělené svazky, které chtěl postupně porazit. V čele útoku na své velitelské lodi HMS Victory bojoval proti francouzské lid Redoutable, které velel kapitán Jean Lucas. V průběhu boje byl Nelson smrtelně raněn střelou z pušky odněkud z lanoví francouzské lodi. Po chvíli umírá v podpalubí mezi svými věrnými. Samotný Villeneuve bitvu přežil, ale byl zajat poté, co bojoval až do konce na své vlajkové lodi Bucentaure. Byl odvezen do Anglie.

## Smrt
Následující rok byl propuštěn a 22. dubna 1806 byl nalezen mrtvý v pokoji v hotelu de Patrie v Rennes na cestě do Paříže se šesti bodnými ranami v hrudníku. Oficiální verze, která se dostala na veřejnost, hovořila o sebevraždě. Villeneuve byl pohřben bez jakéhokoli veřejného obřadu. Existují historikové[kdo?], kteří tvrdí, že ho Napoleon nechal zavraždit.